# Kayseri
Kayseri je grad u turskoj regiji Kapadociji. Grad je centar istoimene pokrajine. Kayseri je 2010. imao 911.984 stanovnika.
Grad se nalazi na nadmorskoj visini od 1054 metra u podnožju ugašenog vulkana Erciyes Dağı, čije su erupcije odgovorne za stijene tuf karakteristične za Kapadociju. 
Područje današnjeg grada je još u 4. stoljeću bilo isprepleteno močvarama i slanim jezerima. Močvare su isušene tek u posljednjih stotinjak godina. U doba Hetita grad se zvao Mazaka. Gradska tvrđava je nastala 150. godine pr. Kr. Rimski car Tiberije je 17. godine taj grad proglasio pod imenom Cezareja prijestolnicom provincije Kapadocije. 
Sv. Petar apostol u svom prvom pismu spominje učenike u Kapadociji, pa nije neobično da se grad do početka 3. stoljeća razvio u središte kršćanske teologije. Poslije mongolske najezde, od 1468. grad Kayseri je postao osmanlijski. 
Kayseri je jedan od najznačajnijih industrijskih i trgovačkih središta u Turskoj. U njemu se nalazi najveća industrijska zona u zemlji. U gradu se proizvodi 80 posto turskog namještaja, a tu se još proizvodi oprema za kućanstvo, predmeti od kovina i prehrambeni proizvodi. 

## Galerija
- Trg Kayseri
- Kayseri, Meydan, džamija i vulkan Erciyes Dağı.
- Medresa u Kayseriju.
- Dvorana Kadir Has Kongre ve Spor Merkezi

## Vanjske poveznice
- Službene gradske stranice